# دبليو دبليو إف راو (لعبة فيديو)
دبليو دبليو إف راو (بالإنجليزية: WWF RAW)‏ ، هي لعبة فيديو إلكترونية من نوع رياضة مصارعة الحرة، أنتجت سنة 1994م وتعمل على عدة أنظمة التشغيل ومنها سيجا ميجا درايف.